# Pieve di San Giovanni Battista a Morba
La pieve di San Giovanni Battista a Morba si trova in località Pieve a Morba, nel comune di Pomarance.

## Descrizione e storia
Un casolare abbandonato, posto di fronte agli impianti geotermici di Larderello, ingloba parte della navata e dell'abside della pieve. Quest'ultima è ricordata in un documento del 973 con la doppia titolazione a san Giovanni e sant'Alessandro.
Dell'edificio romanico rimane integra l'abside semicircolare con basamento in chiara pietra calcarea e la parte restante in mattoni; la navata longitudinale è stata profondamente alterata dalle trasformazioni succedutesi dopo la sconsacrazione dell'edificio, avvenuta ai primi del Quattrocento.